# 生薑

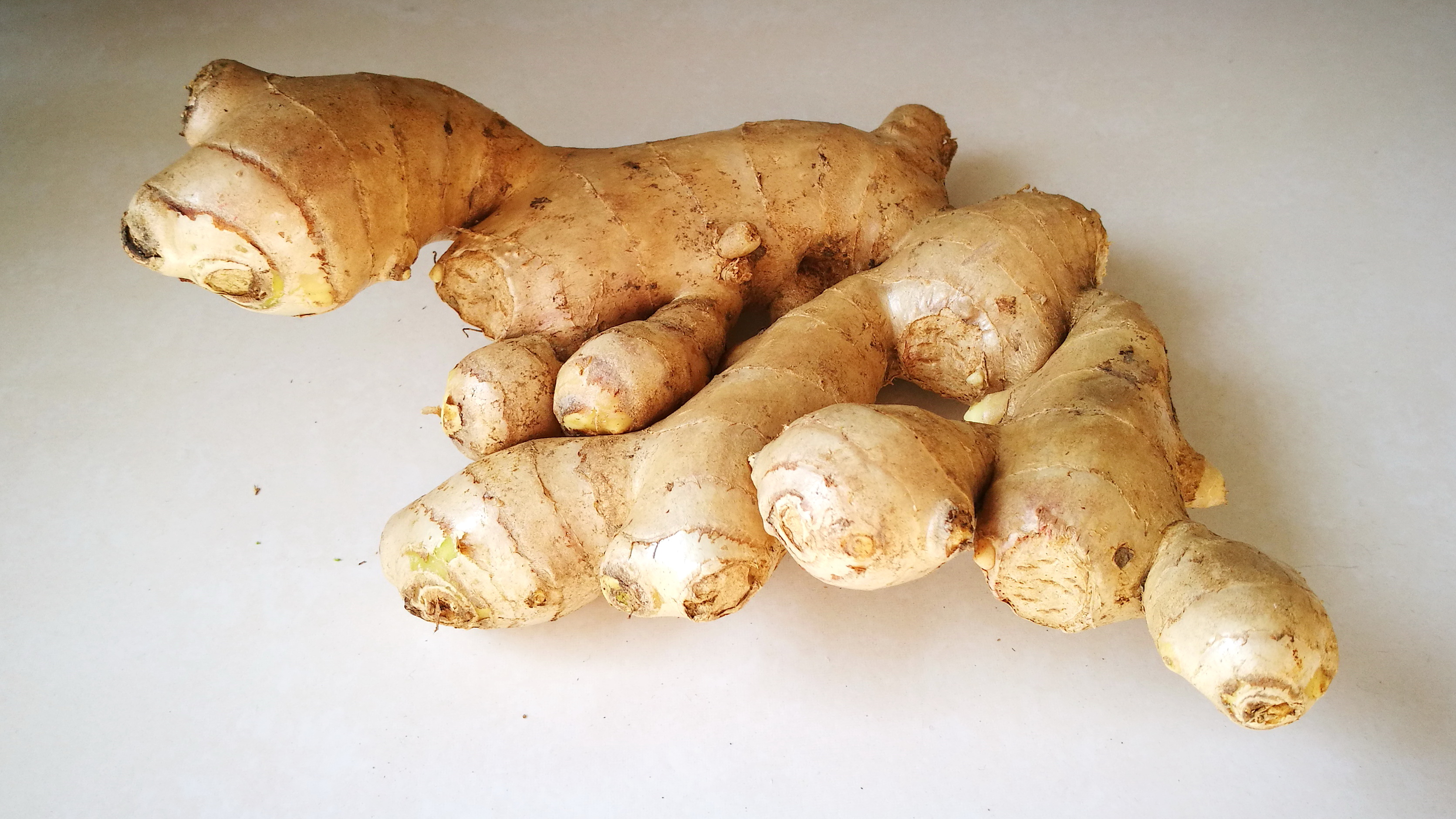
生薑的外觀

生姜是多年生草本植物薑（Zingiber officinale）的新鮮根茎，別名有薑根、百辣雲、勾裝指、因地辛、炎涼小子、鮮生薑、蜜炙薑。薑的根莖（乾薑）、栓皮（薑皮）、葉（薑葉）均可入藥。生薑在中醫藥學裡具有發散、止嘔、止咳等功效。

## 产地
原產於東南亞熱帶地區植物，現今產出量多為印度及中國大陸，其他如西非及加勒比海都有產，其中來自中國大陸的生薑主產於四川、湖北、廣東等地。

## 藥用歷史
生薑作為藥用有數千年歷史。在《神農本草經》之前，醫學家對生薑乾薑混淆不清，混稱為乾薑。
漢朝張仲景的《傷寒雜病論》裡，生薑是治療陽虛的真武湯當中的其中一味藥材，另外還有「當歸生薑羊肉湯」治病的說法。南北朝時已有波斯語sanka，譯自漢語生薑，表明生薑至少在南北朝時已為伊朗醫學界所採用。唐朝的中醫學家將生薑列為「中品藥」。
李時珍曾經這樣讚頌生薑的作用：「薑辛而不葷，去邪辟惡，生啖熟食，醋、醬、料、鹽，蜜煎調和，無不宜之。可蔬可和，可果可藥，其利博矣。凡早行山，宜含一塊，不犯霧露清濕之氣及山嵐不正之氣。」
有史籍記載，明朝萬曆初年明軍為鎮壓都掌蠻而購買「生薑十萬斤」作防暑藥用。鄭和下西洋時亦曾攜同生薑等藥材。

## 採挖栽培
於秋冬之際採挖，挖起根莖，去掉莖葉、鬚根沙泥即可入藥。
生薑的本株喜生於溫熱的氣候，潮濕、寒冷及陽光猛烈的地區不利於生薑的生長，適宜在坡地及陰暗的地區栽培。土壤以砂壤及重壤為宜，土壤須深厚、疏鬆、肥沃及排水良好。
以薑的根莖栽培，穴栽及條栽均可。種薑以肥厚、淺黃色、有光澤、沒有病蟲傷疤為佳，可儲藏在地下或室內。在南方的一月至四月，北方的五月取出種薑催芽，並將種薑切塊，每塊保留一至二株壯芽。如以穴栽的方法栽培，須攛行株距40厘米乘30厘米開穴，深約13－17厘米，然後澆糞水於穴內，糞水滲透入土壤後在每個穴內放種一塊薑，以堆肥泥土覆蓋；如以條栽的方法栽培，則按行距40厘米開溝，施入基肥並按株距27厘米下種，將泥水填至地平面。播種的深淺度亦相當講究，取生薑須播種至較深的位置，取乾薑須播種至較淺的位置。
薑塊出苗後如發現缺株可以及時補栽。全年須除草三至四次，追肥四次，以機肥及複合肥為主。栽培生薑對水分的要求嚴格，不可缺水，出現缺水現象須馬上澆水。在收成期之前十日開始停止供水。
在病蟲防治方面，慎防感染腐敗病（Citrus stem and root rot），即俗稱的薑瘟，尤其在高溫多雨的季節要特別注意，可用波爾多液防治。發病時須拔除全株，並以石灰替病穴消毒。亞洲玉米螟（草螟科幼蟲）及蝴蝶幼蟲是主要害蟲，可分別以（Metrifonate，或Dipterex）及敵敵畏（二氯松）滅殺。

## 外觀辨別

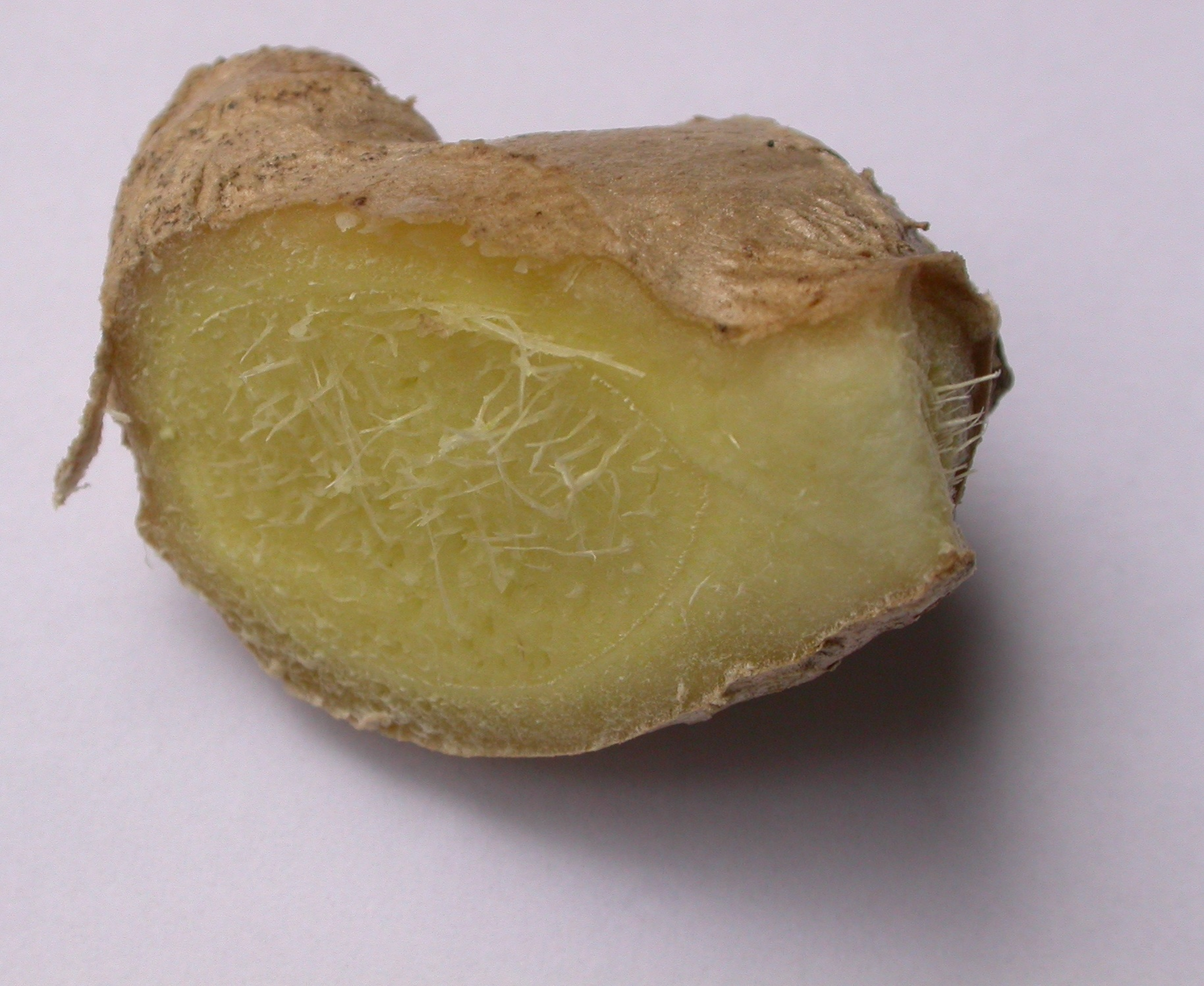
生薑的截面

藥用生薑的外觀呈扁平不規則塊狀，並有枝狀分枝，各柱頂端有莖痕或芽，呈黃白色或灰白色，表面有光澤，具淺棕色環節，質脆，折斷後有汁液滲出，斷面呈淺黃色，有明顯環紋，氣味芳香獨特，入口辛辣，以塊大豐滿、質嫩者為佳。

## 性味歸經
生姜性微溫，味辛，入肺、胃、脾經。

## 功效主治

### 發散風寒
生薑發汗之力甚強，《本草綱目》謂：「生用發散，熟用和中」，用於感冒風寒表實症，常配其他解表藥同用，可增強發汗作用，如荊防敗毒散等。如患輕微感冒，可單用生薑煎湯加紅糖服用，往往能得汗而解。生薑亦可用作預防感冒。

### 溫中止嘔
《藥性論》謂生薑「止嘔吐不下食」。生薑能溫胃和中，降逆止嘔，用於風寒嘔吐，常與半夏同用，如小半夏湯。由於生薑止嘔之力較強，亦可配竹茹、黃連用於熱症嘔吐者，亦可單獨應用。

### 溫肺止咳
《藥品化義》稱生薑「通竅利肺氣，寧咳嗽」。生薑辛溫入肺經，因而能溫肺散寒而止咳嗽，味辣能行水氣而化痰飲，用於風寒咳嗽及肺寒痰飲咳嗽，常配半夏、陳皮、北杏仁等藥，但生薑治肺寒咳嗽的功效遜於乾薑。

### 其他功效
生薑溫能衛陽，與養營陰的大棗同用能調和營衛，治營衛不和、表虛自汗之症，如桂枝湯。
生薑能解魚蟹毒，單用或配紫蘇同用，煮食魚蟹海鮮可加入生薑同煮，有散寒氣和解腥味的作用。
此外，生姜又能解生半夏、生南星之毒，煎湯服用，可用於中半夏、南星毒引起的喉啞舌腫麻木等症。因此在炮制半夏、南星的時候，常用生薑同制，以減除它們的毒性，服生薑汁亦能解。
薑皮利水消腫,治小便不利,水腫。

## 用法用量
將採摘得來的生薑洗淨，除去雜質，用時切片。
生薑用於內服煎湯，用量介乎1－3錢（3－10克）。《本草綱目》謂生薑：「浸汁點赤眼；搗汁和黃明膠熬，貼風濕痛」，故生薑可外用，搗敷後塗在患處或炒熱熨。

## 使用注意
陰虛内熱及實熱症忌用。《本草綱目》曰：「食薑久，積熱患目。凡病痔人多食兼酒，立發甚速。癰瘡人多食則生惡肉。」李時珍說長期服食生薑有損視力，並會誘發毒瘡併發。《本草經疏》又說：「久服損陰傷目，陰虛内熱，陰虛咳嗽吐血，表虛有熱汗出，自汗盗汗，臟毒下血，因熱嘔惡，火熱腹痛，法韭忌之。」一再說明長期服用生薑對眼睛會造成損害。
另外，「内熱陰虛，目赤喉患，血証瘡痛，嘔瀉有火，暑熱時症，熱哮大喘，胎產痧脹及時病后、痧痘後」均不宜服用生薑。

## 臨床應用

### 治風濕痛、腰腿痛
用新鮮生薑制成5%－10%的注射液，注射在患處，亦可在穴位進行注射。如果患處在關節部位，則在關節囊周圍注射。每個患處注入0.5－2毫升的劑量，每日或隔日注射一次，每3－5次為一療程，一般可連續注射20－30。注射後，患者出現局部性的脹麻灼熱感，甚至疼痛加劇，約1－2天後，脹麻灼熱感及疼痛便消退。據臨床觀察，注射後出現的反應越強烈，療效越佳。此法用於風濕痛及慢性腰背痛合共113個病例當中，36例有顯著療效、56例有病情好轉，有效率達83%，對風濕痛的療效更佳，有效率達92.5%。
以此法治療風濕性關節炎有38例，當中14例痊癒，15例有顯著療效，6例有效。有效病例在用藥後疼痛減輕或消失，關節炎症好轉或消失，關節功能好轉或恢復。此法應用在小兒麻痺症患者身上亦有一定療效。此外，使用生薑及麻油制造的注射劑也對風濕痛、腰腿痛產生療效。

### 治胃、十二指腸潰瘍
將新鮮生薑60克洗淨切碎，加水300毫升，煎30分鐘，用於治療胃、十二指腸潰瘍，每日服三次，兩日服完。據數十例的觀察，此法對胃、十二指腸潰瘍有改善效果，服藥後能減輕或消退疼痛，反酸及飢餓感的情況亦好轉，便秘及黑糞轉為正常，患者的食慾增強。不過，此法不能根治胃、十二指腸潰瘍，易於復發。

### 治瘧疾
將新鮮生薑洗淨拭乾，切碎搗爛，置在紗布上，並包疊成小方塊，敷貼在穴位上，以膠布或繃帶固定包紮。臨床觀察將患者分為三組：第一組敷貼在兩腿膝眼處的穴位，以生薑二兩分敷兩穴；第二組敷貼在大椎、間使，以生薑一兩分敷三穴；第三組用大椎穴，以生薑五錢敷貼。在8－12小時後取下，反覆敷藥兩次。在40個病例當中，除了第一組和第三組分別有一例無效外，所有病例都有正面反應，能抑壓瘧疾發作，血液檢測瘧原蟲的結果為陰性。

### 治急性細菌性痢疾
用新鮮生薑1.5兩、紅糖一兩，搗爛作糊狀，每日分三次服用，七天為一療程。觀察50例，治癒率達七成，好轉率三成。患者的腹痛、裡急後重（腹痛窘迫、時時欲便，肛門重墜）的情況在服藥後消失約五天，大便外觀及次數在約四至五天內恢復正常，大便鏡檢及檢測平均轉陰日數分別是4.58天及3.6天，未發現副作用。

### 治急性睪丸炎
取用肥大的老生薑，用水洗淨，橫切成約0.2厘米的均勻薄片，每次用6－10片外敷患側的陰囊，以膠布固定並兜起陰囊，每日或隔日更換一次，直至痊癒為止。據觀察，患者在敷藥時都感到陰囊表皮灼熱刺痛、發麻發辣，少數案例出現出紅腫，個別更會出紅疹。在24個案例當中有15例在敷藥翌日自覺墜脹疼痛及觸痛減輕，睪丸腫脹明顯消退。至第三日，有12例痊癒，症狀消失，睪丸消腫，觸痛消失。四天後4例痊癒，五天後5例痊癒，治癒平均日數為3.9天，其他療法（兜起陰囊熱敷、服磺胺類藥及注射青霉素）的治癒平均日數為8.5天，大大縮短了療程。
此法不能應用於陰囊局部表皮創傷及因睪丸炎引發的化膿穿潰。

### 中毒急救
對於半夏、烏頭、鬧羊花、木薯、百部等引致的中毒，都可用生薑急救。據報道，4例南星中毒患者，以生薑治療後康復。對於症狀輕微者，以生薑汁漱口，並口服5毫升生薑汁，每隔四小時服5毫升；中毒嚴重以致昏迷者，急以25%乾薑湯鼻仰60毫升，每隔三小時灌入鮮薑汁5毫升。

### 其他
臨床曾試用生薑抺拭，治療白癜風。以生薑浸酒外用於鵝掌風及甲癬均有一定效果。

## 藥理研究
生薑的化學成分可分為揮發油、辛辣成分、二苯基庚烷三類，其中的辛辣味成分主要是6-薑醇、6-薑酚、薑烯酚，也是薑的主要藥理活性成分。姜酮醇6在高溫下會變為薑烯酚。生薑的姜酮醇6含量較多，乾薑的薑烯酚較多。

### 消化系統
對裝有隔離小胃及食道瘺的狗隻，以50%生薑煎劑置於其口腔，可對胃酸及胃液的分泌呈雙相作用，最初的數小時內為抑制，後則繼以較長時間的興奮。向胃內灌注25%煎劑200毫升則呈興奮作用。裝有隔離小胃的狗隻試服生薑0.1－1克，胃液分泌明顯增加並刺激游離鹽酸分泌，卻使胃蛋白酶對蛋白的消化作用降低，脂肪酶的作用增強。
將生薑浸膏使用能抑制硫酸銅引起的狗嘔吐，服用30毫升的10－50%薑汁亦同樣有效，但用30毫升的5%薑汁則無效。從生薑內分離出來的薑油酮及薑稀酮混合物有止吐效用，最少的有效劑量為3毫升。對阿朴嗎啡引起的狗嘔吐及洋地黃引起的鴿嘔吐無效。家兔經消化道給予的薑油酮可使腸管鬆弛，蠕動減退。
生薑是驅風劑的一種，對消化道有輕度刺激作用，能使腸張力、節律及蠕動增加，有時繼之而降低，因而能用於因脹氣或其他原因引致的腸絞痛。

### 循環及呼吸系統
正常人口嚼生薑1克（不吞嚥），可使收縮壓平均升高11.2毫米汞柱，舒張壓上升14毫米汞柱，對脈搏則沒有顯著的影響。生薑酒精提取液對貓隻的血管運動中樞及呼吸中樞有興奮作用，對心臟亦有直接的興奮作用。

### 抗菌及抗原蟲作用
生薑的體外試驗水浸劑對蓳色毛癬菌有抑制作用，對陰道滴蟲有殺滅作用。

### 其他
對青蛙蛙皮下、家兔靜脈注射大量薑油酮能引起中樞運動麻痺，對家兔有時能降血壓。

### 近期研究
近期的研究指出，生薑的天然生物活性，特別是生薑汁及姜酮醇6，在試管試驗裡可抑制結腸癌增生及結腸癌內皮細胞小管的血管生成。氚標記胸腺嘧啶核苷細胞測試確認了其反增殖能力；使用微衛星不穩定性內皮細胞發現了姜酮醇6抑制血管生成的作用。生薑汁及姜酮醇6均對鼠體內的癌細胞增生有直接的抑制作用，對內皮細胞增長及內皮細胞的抑制作用有間接效果。試管測試顯示姜酮醇6有兩種抗癌作用：直接抑制結腸癌增生，斷絕經由血管生成向腫瘤輸送血液。
有研究指出，生薑提煉的乙醇及正己烷對三種厭氧性的革蘭陰性杆菌蔓越莓對、牙齦卟啉單胞菌、中間普氏菌有抗菌作用，該三種細菌會引致口腔疾病。透過液體色譜方法從活性管柱層析矽膠離析出五種生薑複合物，在核磁共振、電噴霧質譜及抗菌測試裡分析出其結構。兩種高度烷基化的姜酮醇10及姜酮醇12有效抑制口腔病源。
最近正在進行有關生薑治療心臟血管疾病方面的研究，測試表明生薑可能具有抗炎、抗氧化、抗血小板、降壓及降脂作用。至目前為止較為顯著的是，5克劑量的生薑人體測試具有明顯的抗血小板作用。

## 附藥

### 生薑汁
將生薑洗淨後打爛，絞取其汁入藥。性溫、味辛，具化痰、止嘔的功效，主要用於噁心嘔吐及咳嗽痰多等症，一般用量為三至十滴，沖服。

### 生薑皮
生薑皮是生薑的外皮，性涼、味辛，有利水消腫的功效，可用於水腫、小便不利等症，可配冬瓜皮、桑白皮等同用，一般用量為五分至一錢五分，煎服。

### 煨薑
將鮮生薑洗淨後用草紙包裹，浸在清水裡，然後直至放在火中煨，待草紙焦黑或直接放在火中烤熟，是為煨薑。煨薑性溫，味辛，具和中止嘔的功用，適用於噁心嘔吐、脾胃不和等症，一般用量為二至三片，煎服。

## 烹調
除了藥用價值豐富外，生薑在食譜裡亦佔著重要的地位。多汁肥大的嫩生薑氣味溫和，可用作釀醋及雪利酒，或用作拌碟。用文火可煮成薑茶，通常會在薑茶中加入蜜餞調和，亦可加入小片檸檬及橙；老生薑乾燥，其汁液具醫療及食療作用，是印度菜常用的香料，也是中國菜裡常用的調味料，常配海鮮、羊肉、菜食等。磨成粉末的生薑可製成薑餅。老生薑多用作調味，嫩生薑則多用於炒、拌、爆等煮法。以生薑為主要材料的食品包括薑醋、酸薑等。雖然嫩生薑和老生薑的味道略有不同，但嫩生薑可以六比一的分量替代老生薑。生薑又可制成糖果，是麵包、餅乾及糕點的調味料。
- 濕泥薑、新鮮豬腳仔、大白蛋、同珍醋
- 薑爽甜入色、豬腳酸甜香腍軟滑、足味蛋
- 分部製作樣樣精、新甜醋底走豬油、分體保鮮不愁食用期[47]

生薑是薑汁汽水的主材料，薑汁汽水是一種可口不含酒精的碳酸飲品，加勒比海地區的薑汁啤酒相類似。
新鮮生薑在用作煮食前應先去皮。生薑應以毛巾包緊，置於膠袋內儲存。在冰箱內可儲存三周，冷藏庫則可延至三個月。

### 各地用法
在印度，鮮生薑是制作豆類咖哩的主材料。冬季時常加入茶裡。在食物裡加入生薑粉適合孕婦及生產後的母親食用，如一種叫「卡特盧」（Katlu）的食品是以生薑、樹脂、堅果及糖制成。
在印度南部，生薑被用來制作一種叫「恩伊-穆爾拉帕」的糖果。小販會在巴士站販售這種糖果，一些小吃店也會出售這種糖果，薑餞在當地相當普遍。一些香味不濃的生薑則用作腌制檸檬汁、醋、鹽及青椒等。
在緬甸，生薑可制作一種叫「格恩-霍特」（gyin-thot）的冷盤，由油浸的碎薑、多種堅果種子制成。
在印尼，人們以棕櫚糖及薑制成一種薑茶，在印尼的食譜裡亦常見。
在中國，生薑常用作拌碟，特別是魚。薑制的糖果可見於中國的年盒內。除此之外，生薑拌飯或拌菜可提高食欲，故有「飯不香，吃生薑」之說。
在日本，薑可制成紅生薑及薑片，可生用於豆腐及麵條。
韓國傳統的泡菜裡，生薑會在發酵之前切碎加入。
至於在西餐，生薑通常用於甜食，如薑汁啤酒、薑糕、薑餅等。法國干邑有產一種叫卡頓的薑味利口酒。英國則有一種綠色的薑味酒。西方亦會在咖啡及茶裡加入生薑。
在加勒比海地區，生薑被廣泛用作食材。聖誔節時會制成一種叫索里爾的飲料。牙買加人會制成碳酸飲料，新鮮生薑則用作沖制薑茶。
在一些阿拉伯地區，生薑粉是咖啡香料之一。
在象牙海岸，有一種以生薑、橙、鳳梨混成的果汁尼亞曼古。
Figging是一種利用生薑為工具進行的BDSM項目。把薑切成合適的大小，類似肛塞的形狀，放入肛門或陰道之中，會帶來刺激與灼熱的感覺。

## 外部連結
- 生薑 中藥材圖像數據庫  (香港浸會大學中醫藥學院) （中文）（英文）
- 乾薑 中藥材圖像數據庫  (香港浸會大學中醫藥學院) （中文）（英文）
- 薑 （页面存档备份，存于） 藥用植物圖像數據庫 (香港浸會大學中醫藥學院) （中文）（英文）
- 生薑 中藥方劑圖像數據庫 (香港浸會大學中醫藥學院) （中文）（英文）
- . 中藥標本數據庫 (香港浸會大學中醫藥學院).   [2011-12-14]. （原始内容存档于2021-01-13）.